# Ich lebe, mein Herze, zu deinem Ergötzen
Ich lebe, mein Herze, zu deinem Ergötzen (BWV 145) ist eine Kirchenkantate von Johann Sebastian Bach. Er schrieb sie in Leipzig für den 3. Ostertag und führte sie vermutlich am 19. April 1729 zum ersten Mal auf.

## Geschichte und Worte
Die vorgeschriebenen Lesungen für den Festtag waren Apg 13,26–33 , die Predigt von Paulus in Antiochia, und Lk 24,36–49 , die Erscheinung Jesu bei den Jüngern in Jerusalem nach seiner Auferstehung. Die Kantate ist nur in einer späteren Abschrift überliefert. Fünf der sieben Sätze beruhen auf einem Text, den Picander in seinem Kantatenjahrgang von 1728 veröffentlichte, daher erscheint eine erste Aufführung am 19. April 1729 wahrscheinlich. Picander ging in seinem Text nicht näher auf die Lesungen ein. Die Abschrift enthält außerdem zu Beginn eine Choralstrophe, Caspar Neumanns Choral „Auf, mein Herz, des Herren Tag“ (ca. 1700), sowie den ersten Satz einer Kantate von Georg Philipp Telemann, „So du mit deinem Munde bekennest Jesum“, eine Umdichtung von Röm 10,9 . Der Anfang des Telemann-Satzes ist Titel der Kopie. Die zwei Sätze wurden nach Bachs Tod hinzugefügt und machen die Kantate auch für den Ostersonntag geeignet. Nach Klaus Hofmann erweiterte Carl Philipp Emanuel Bach die Kantate in seiner Hamburger Zeit (nach 1768) und setzte den Anfangschoral selbst. Nach Christoph Wolff wurde die Kantate möglicherweise von Carl Friedrich Zelter für die Berliner Singakademie zusammengestellt. Der Schlusschoral ist die 14. und letzte Strophe von Nikolaus Hermans Osterlied „Erschienen ist der herrlich Tag“.

## Besetzung und Aufbau
Die Kantate ist besetzt mit drei Vokalsolisten, Sopran, Tenor und Bass, vierstimmigem Chor, Trompete, Flauto traverso, zwei Oboe d’amore, zwei Violinen, Viola und Basso continuo.
1. Choral: Auf, mein Herz, des Herren Tag
2. Coro: So du mit deinem Munde bekennest Jesum
3. Aria (Tenor, Sopran): Ich lebe, mein Herze, zu deinem Ergötzen
4. Recitativo (Tenor): Nun fordre, Moses, wie du willt,
5. Aria (Bass): Merke, mein Herze, beständig nur dies
6. Recitativo (Sopran): Mein Jesus lebt
7. Choral: Drum wir auch billig fröhlich sein

## Musik
Der erste hinzugefügte Satz ist eine vierstimmig gesetzte Choralstrophe. Der Satz von Telemann ist zweiteilig, ein Duett und eine Chorfuge, in der Streicher und Holzbläser mit den Singstimmen colla parte spielen, während die Trompete teilweise selbständig geführt ist. In Telemanns Werk ging eine instrumentale Einleitung über das Thema voraus.
Die Musik auf Picanders Text beginnt in Satz 3 in einem Duett mit obligater Violine. Der Tenor vermittelt die Position Jesu: „Ich lebe, mein Herze, zu deinem Ergötzen“, während der Sopran als Glaubender antwortet: „Du lebest, mein Jesu, zu meinem Ergötzen“. Der Satz ähnelt Duetten aus Bachs weltlichen Kantaten und ist vielleicht die Parodie eines unbekannten Werks. Es ist ungewöhnlich, dass Bach den Tenor die Jesus-Worte singen lässt. Das folgende secco Rezitativ endet als arioso, um zu betonen: „Mein Herz, das merke dir!“, einen Gedanken, den die folgende Bass-Arie aufnimmt. In dieser Arie begleiten alle Instrumente außer der Viola, sie hat tänzerischen Charakter mit regelmäßigen Perioden und ist vielleicht ebenfalls die Parodie eines weltlichen Werks. Die Kantate wird beschlossen mit einem vierstimmigen Satz des Osterliedes „Erschienen ist der herrlich Tag“.

## Einspielungen
- J. S. Bach: Das Kantatenwerk – Sacred Cantatas Vol. 6, Nikolaus Harnoncourt, Tölzer Knabenchor, Concentus Musicus Wien, Solist des Tölzer Knabenchors, Kurt Equiluz, Thomas Hampson; Teldec, 1983.
- Die Bach Kantate Vol. 23, Helmuth Rilling, Gächinger Kantorei, Bach-Collegium Stuttgart, Costanza Cuccaro, Adalbert Kraus, Andreas Schmidt; Hänssler, 1984.
- Bach Edition Vol. 12 – Cantatas Vol. 6, Pieter Jan Leusink, Holland Boys Choir, Netherlands Bach Collegium, Ruth Holton, Nico van der Meel, Bas Ramselaar; Brilliant Classics, 1999.
- J.S. Bach: Cantatas for the 3rd Sunday of Epiphany, John Eliot Gardiner, Monteverdi Choir, English Baroque Soloists, Angharad Gruffydd Jones, James Gilchrist, Stephen Varcoe; Soli Deo Gloria, 2000.
- J.S. Bach: Complete Cantatas Vol. 12, Ton Koopman, Amsterdam Baroque Orchestra & Choir, Johannette Zomer, Christoph Prégardien, Klaus Mertens: Antoine Marchand, 2000.
- J.S. Bach: Cantatas Vol. 32 - BWV 111, 123, 124, 125, Masaaki Suzuki, Bach Collegium Japan, Hana Blažíková, Gerd Türk, Peter Kooij; BIS, 2011.